# Kayes (Mali)
Kayes es una ciudad de Mali sobre el río Senegal y capital de la región de Kayes. Se encuentra 510 km al noroeste de Bamako, capital nacional. Es una estación del ferrocarril Dakar-Níger.

## Etimología
El nombre de Kayes (en bambara Kayi, en soninké Xaayi), proviene de la palabra soninké karré, que describe un lugar bajo y húmedo que se inunda en la estación lluviosa.

## Clima
Se le conoce como la olla a presión de África debido a su calor extremo, ya que se encuentra rodeada de montañas ricas en hierro que contribuyen a mantener altas temperaturas. Se describe así, como el lugar más caluroso habitado permanentemente en África. La temperatura media en la ciudad es de 35 °C, sobrepasando en abril y mayo los 46 °C.

## Economía y transporte
La ciudad cuenta con un aeropuerto internacional, el Kayes Airport y con vía de tren en un área rica en hierro y oro.

## Lugares de interés
- Fuerte de Medina
- Cascadas de Félou
- Cascadas de Goulina
- Fortificación de Koniakari, construida por El Hadj Umar Tall (70 km al nordeste)
- Lagos Magui y Doro
- Presa de Manantali